# القاتل جو
Killer Joe هو فيلم أمريكي صدر عام 2011 من إخراج ويليام فريدكين . مزيج من الكوميديا السوداء والإثارة ، الفيلم مقتبس من مسرحية تحمل نفس الاسم بقلم تريسي ليتس .
بالقرب من دالاس ، تكساس ، كريس سميث — مجرم صغير - مضطر لسداد 6 000 dollarsدولارس في أقرب وقت ممكن. لسداد ديونه، يخطط بمساعدة والده أنسيل وزوجة أبيه شارلا لخطة رهيبة : يقوم بإستئجار قاتل محترف لقتل والدته وبالتالي يحصل على تأمين الحياة من خلال أخته الصغيرة دوتي، الوريثة المعينة الوحيدة. لتنفيذ العقد، يتصل كريس بمفتش شرطة يعمل قاتلًا مأجورًا في وقت فراغه، ويُدعى "القاتل جو".
بالنسبة للشاب وعائلته، فهذه بداية داومة من العنف، لأن المخطط لن يتم كما هو مفترض.

## توزيع
- ماثيو ماكونهي (VF : برونو تشويل ) : "القاتل جو" كوبر
- إميل هيرش (VF : كريستوفر سوجنيت ) :كريس سميث
- جونو تمبل (VF : ميلاني ماليير ) :دوتي سميث
- كنيسة توماس هادن (VF : تانجي دانيال ) :أنسيل سميث
- جينا جيرشون (VF : نولوين كوربيل ) :شارلا
- Marc Macaulay :ديجر سومز
- شون أوهارا :ريكس
- جوليا آدامز :أديل
- جريجوري سي. باشود : كاتب العدل فيلباتريك
- داني إيبر وجيف جالبين : راكبو الدراجات النارية من ديجر
- تشارلي فانس :الواعظ

1. ↑  مذكور في: تفريغات بيانات Freebase. الناشر: جوجل.
2. ↑  وصلة مرجع: http://nmhh.hu/dokumentum/198182/terjesztett_filmalkotasok_art_filmek_nyilvantartasa.xlsx.
3. ↑  مذكور في: قاعدة بيانات الأفلام التشيكية السلوفاكية. لغة العمل أو لغة الاسم: التشيكية. تاريخ النشر: 2001.
4. ↑  وصلة مرجع: https://www.imdb.com/title/tt1726669/business.
5. ↑  وصلة مرجع: https://www.boxofficemojo.com/movies/?page=intl&id=killerjoe.htm.